# David Levering Lewis
David Levering Lewis (nacido el 25 de mayo de 1936) es un historiador estadounidense, dos veces ganador del Premio Pulitzer de Biografía o Autobiografía por la primera y la segunda parte de su biografía de William Edward Burghardt Du Bois (en 1994 y 2001, respectivamente). Es el primer autor en ganar dos Premios Pulitzer por una biografía en dos volúmenes.
Autor de siete libros y editor de varios, el campo de Lewis es la historia comparada con especial énfasis en la historia social de Estados Unidos en el siglo XX. Sus intereses incluyen el siglo XIX en África y el siglo XX en Francia.

## Biografía
Lewis nació en Little Rock (Arkansas) el 25 de mayo de 1936. Su padre, John Henry Lewis, se graduó de la Universidad Yale y recibió su M.A. en Sociología de la Universidad de Chicago y fue director de la escuela secundaria Paul Laurence Dunbar. Su madre era maestra de matemática en la escuela secundaria. Lewis asistió a una escuela parroquial en Little Rock, luego la escuela preparatoria Wilberforce y la escuela secundaria Xenia en Ohio. Cuando la familia se mudó a Atlanta, Georgia, Lewis asistió a la escuela secundaria Booker T. Washington hasta su admisión becado a la Universidad Fisk en Nashville, de donde se graduó en 1956.
Lewis asistió brevemente a la escuela de Leyes de la Universidad de Míchigan, luego se transfirió a la Universidad de Columbia donde obtuvo su M.A. en historia en 1959. En 1962, Lewis obtuvo su Ph.D. en historia moderna europea y francesa del London School of Economics.
Actualmente, vive en Manhattan y en Stanfordville en Nueva York con su esposa, Ruth Ann Stewart, profesora en la Universidad de Nueva York
Entre 1961 y 1962, Lewis sirvió en el Ejército de los Estados Unidos como técnico psiquiátrico y soldado de primera clase en Landstuhl (Alemania).
En 1963, enseñó historia medieval en la Universidad de Ghana. Lewis también ha enseñado en la Universidad Howard, Universidad de Notre Dame, Universidad Harvard y en la Universidad de California, San Diego, antes de unirse a la Universidad Rutgers en 1985 como profesor de historia Martin Luther King Jr. Lewis produjo sus biografías ganadores del Premio Pulitzer durante sus 18 años en Rutgers. En 2003, Lewis fue nombrado y es en la actualidad el Profesor Julius Silver de la Universidad y profesor de Historia en la Universidad de Nueva York.

## Distinciones
Lewis ganó dos Premios Pulitzer por sus biografías de W.E.B. Du Bois. En 1994, ganó el Premio Bancroft y el Premio Francis Parkman. Ha recibido becas del Centro para Estudios Avanzados de las Ciencias del Comportamiento, el Centro Nacional de Humanidades, el Centro Internacional para Académicos Woodrow Wilson, la Fundación John Simon Guggenheim, la American Philosophical Society y la Fundación John D. y Catherine T. MacArthur.
Lewis fue presidente de la Sociedad de historiadores norteamericanos en 2002 y es un miembro del consejo de la revista The Crisis, publicada por la National Association for the Advancement of Colored People. Es miembro de la Academia Estadounidense de las Artes y las Ciencias y de la American Philosophical Society.

## Obras
- King: A Critical Biography, Praeger Publishers, 1970.
- Prisoners of Honor: The Dreyfus Affair, William Morrow, 1974.
- District of Columbia: A Bicentennial History, W.W. Norton, 1976.
- The Race for Fashoda: European Colonialism and African Resistance in The Scramble for Africa.
- Pawns of Pawns in The Race to Fashoda. New York: Weidenfeld and Nicolson, 1987. ISBN 1-55584-058-2
- Khalifa, Khedive, and Kitchener in The Race for Fashoda. New York: Weidenfeld & Nicolson, 1987. ISBN 1-55584-058-2
- El lector del Renacimiento de Harlem (editor) (1994)
- When Harlem Was in Vogue (Alfred Knopf, 1981)(Penguin, 1997) ISBN 0-14-026334-9
- W.E.B. Du Bois: Biography of a Race, 1868-1919 (Owl Books 1994). Winner of the 1994 Pulitzer Prize for Biography  and winner also of the Bancroft and Parkman prizes.
- W.E.B. Du Bois: The Fight for Equality and the American Century 1919-1963 (Owl Books 2001). Covers the second half of the life of W.E.B. Du Bois, charting 44 years of the culture and politics of race in the United States. Winner of the 2001 Pulitzer Prize for Biography
- God's Crucible: Islam and the Making of Europe, 570 to 1215. W.W. Norton, 2008. ISBN 0-393-06472-7